# Oltre il confine, la storia di Ettore Castiglioni
Oltre il confine, la storia di Ettore Castiglioni è un film documentario del 2017 diretto da Andrea Azzetti e Federico Massa. 
È il documentario italiano più premiato e visto del 2017.

## Trama
Il documentario mette in scena il viaggio sospeso tra passato e presente compiuto dallo scrittore Marco Albino Ferrari che documenta gli ultimi mesi di vita in Italia e in Svizzera del grande alpinista Ettore Castiglioni che salvò tra gli altri Luigi Einaudi e che morì in circostanze misteriose sul finire della seconda guerra mondiale.

## Produzione
Il film è una coproduzione italo-svizzera.

## Riconoscimenti
- 2018 - Globi d'oro - Candidato per il miglior documentario
- 2018 - Mountain International Film Festival - Sir Edmund Hillary Award
- 2018 - Filmare la storia - Premio Speciale "Film Commission Torino Piemonte"
- 2018 - Orobie Film Festival - Premio Paesaggi d'Italia
- 2018 - Doc Without Borders Film Festival - Award of Excellence
- 2018 - Sardinia Film Festival - Menzione Speciale Documentario Italiano
- 2018 - Valsusa Film Fest - Menzione Speciale "Fare memoria"
- 2018 - Verona Mountain Film Festival - Premio Radio Garda
- 2017 - Trento Film Festival - Premio Città di Imola al miglior film italiano
- 2017 - Sestriere Film Festival - Premio Miglior Film
- 2017 - Milano Mountain Film Festival - Premio della Giuria
- 2017 - Festival International de Cine de Montana de Ushuaia - Premio al Personaje
- 2017 - Film Festival della Lessinia - Premio Miglior opera Cinematografica sulle Alpi